# Nokia E90 Communicator
Pour les articles homonymes, voir E90.
Le Nokia E90 est un téléphone mobile développé et produit par la société finlandaise Nokia.
Mis sur le marché en 2007, il représente l'offre Communicator de la firme et est donc à vocation professionnelle.
Il succède, quoique de façon approximative, aux Nokia 9300 et Nokia 9300i.

## Spécifications techniques
| General                      | Détails |
| ---------------------------- | --- |
| Type d'ouverture             | Clapet, avec clavier AZERTY |
| Système d'exploitation       | Symbian S60, 3rd Edition, Features Pack 3.1 |
| Dimensions                   | 132 × 57 × 20 mm |
| Batterie                     | BP-4L, Li-Polymer 1 500 mAh |
| Autonomie en veille          | Jusqu'à 14 jours |
| Autonomie en communication   | Jusqu'à 5,8 heures |
| Poids                        | 210 grammes |
| Connectivité                 | |
| GSM                          | Oui (Quadri-bande 850/900/1 800/1 900 MHz) |
| CDMA                         | Oui (WCDMA 2 100 MHz) |
| 3G                           | Oui (UMTS 2 100 et 3,5 G jusqu'à 3,6 Mbits) |
| GPRS                         | Oui |
| EDGE                         | Oui |
| WLAN                         | Oui (Wi-Fi 802.11b/g) |
| Bluetooth                    | Oui (2.0) |
| IrDA                         | Oui |
| USB                          | Oui (v2.0 miniUSB) |
| GPS                          | Oui (intégré) |
| Fax                          | Non |
| Radio FM                     | Oui (Requiert les oreillettes incluses) |
| Affichage                    | |
| Écran externe                | TFT, 16M couleurs, 240 × 320 pixels, 2 pouces |
| Écran interne                | TFT, 16 millions de couleurs, 800 × 352 pixels, 4 pouces |
| Mémoire                      | |
| Interne (RAM)                | 128 Mo partagés |
| Mémoire extensible           | 4 Go d'après le site Internet de Nokia (possible pour 32 Go, testé et approuvé par utilisateur qui possède ce téléphone mobile). Extensible à l'aide de cartes microSD et microSDHC, qui peuvent être branchées à chaud, |
| Journal d'appels             | Oui (maximum de 30 jours) |
| Fonctionnalités du téléphone | |
| Mode Hors Connexion          | Oui, le bluetooth, l'infra-rouge et le Wi-Fi peuvent fonctionner |
| Messagerie                   | SMS, MMS, Email (IMAP4, POP3, SMTP), Messagerie instantanée |
| Navigateur web               | WAP 2.0, xHTML, HTML (Support du flash limité) |
| Vibreur                      | Oui |
| Batterie détachable          | Oui |
| Appareil photo/vidéo         | 3,2 mégapixels (avec autofocus et flash), vidéo jusqu'à VGA (640 × 480), à 30 images par seconde |
| Appels vidéo                 | Oui |
| Lecteur Vidéo                | Oui (Real Player inclus) |
| Push to talk                 | Oui |
| Support Java                 | Oui (MIDP 2.0, CLDC 1.1) |